# Salix magnifica
Salix magnifica es una especie de sauce perteneciente a la familia de las salicáceas. Es nativa de Sichuan en el suroeste de China, donde crece a una altitud de 2100-3000 m. Está amenazado por la pérdida de hábitat.

## Descripción
Se trata de un arbusto de hoja caduca o pequeño árbol que alcanza un tamaño de 6 m de altura. La hojas son alternas, de 10-25 cm de largo y 7-12 cm de ancho, de color verde por el haz y por el envés glauco, con venas de color rojo y pecíolada. Las flores son producidas en amentos en primavera después de que las hojas nuevas aparezcan, es dioica, con amentos masculinos y femeninos en plantas separadas. Los amentos masculinos son de 10 cm de largo, los amentos femeninos son 10 cm de largo en la polinización, y se amplían hasta los 25 cm de longitud en la madurez de las semillas.

## Usos
Se cultiva como planta ornamental en Europa occidental por su follaje, que tiene las hojas más grandes de cualquier otro sauce.

## Taxonomía
Salix magnifica fue descrita por William Botting Hemsley y publicado en Bulletin of Miscellaneous Information Kew 1906(5): 163, en el año 1906.
Etimología
Salix: nombre genérico latino para el sauce, sus ramas y madera.
magnifica: epíteto latino que significa "magnífica".
Variedades
Existen tres variedades:
- Salix magnifica var. magnifica
- Salix magnifica var. apatela (C.K.Schneider) K.S.Hao
- Salix magnifica var. ulotricha (C.K.Schneider) N.Chao